# キャンプ・マクトリアス
座標: 北緯26度22分48秒 東経127度50分39秒 / 北緯26.379913度 東経127.844038度キャンプ・マクトリアス（英語: Camp McTureous）とは日本国沖縄県うるま市にあるアメリカ合衆国海兵隊の基地である。

## 概要
うるま市安慶名区の西側に位置し、米兵の家族住宅やスポーツ施設、小学校などが建てられている。かつては海兵隊司令部が設置されていたが、キャンプ・フォスターに移駐した。軍刑務所も存在したが、1986年にキャンプ・ハンセンに移転している。駐屯地名は合衆国軍名誉勲章 (Medal of Honor) に叙された Robert M. McTureous, Jr. 二等兵にちなんで命名された。
周辺は北側のキャンプ・コートニーと共にうるま市中心の平野部に位置し、通行や都市開発などの大きな障害となっている。
- 所在地：うるま市（字川崎、字西原）
- 面積：379,000千m2[1]
- 438人
- 年間賃借料：381百万円（2012年度）
- 駐留軍従業員数：17人[2]
- 管理部隊名：海兵隊キャンプ・バトラー基地司令部、第 18航空団第18任務司令軍
- 施設用途：兵舎
- 建物：小学校、幼稚園、教会、消防舎、体育館、家族住宅、倉庫、青少年センター、ボイラー室、バスケットコート、サッカー場、プール、駐車場、貯水槽、等。

## 年表
『沖縄の米軍基地　平成20年3月』第8章による。
- 1945年：米陸軍の物資集積所として開設。
- 1957年4月1日：米在沖海兵隊司令部となり、在沖海兵隊施設の維持管理及び兵站業務を統括する中心となった。
- 1964年6月30日：約6000平方メートルを返還。
- 1965年10月：海兵隊司令部が東側のキャンプ・コートニーへ移転。
- 1969年11月：海兵隊司令部がキャンプ・コートニーから本駐屯地に再移転。
- 1975年8月：海兵隊司令部がキャンプ瑞慶覧へ移転。
- 1986年：四軍共同の刑務所がキャンプ・ハンセンへ移転。
- 1989年：家族住宅296戸が完成。

## 事件・事故
1991年-1992年: 敷地内より投石の悪戯が相次ぎ、地元より抗議がなされた。
2011年12月5日: ディーゼル燃料約1,404リットルが流出、そのうち少量が天願川へ流出した。